# Joshua Close
Joshua Close (nacido el 31 de agosto de 1981 en Oakville, Ontario) es un actor de cine y televisión canadiense.

## Filmografía
| Year      | Title                                    | Role                   | Notes                                                |
| --------- | ---------------------------------------- | ---------------------- | ---------------------------------------------------- |
| 2002      | Undressed                                | Kurt                   | Temporada 6                                          |
| 2002      | k-19: The Widowmaker                     | Viktor                 |                                                      |
| 2002      | Evelyn: The Cutest Evil Dead Girl        | Devin                  | Cortometraje                                         |
| 2002      | Adam and Eve                             | Micheal                |                                                      |
| 2003      | Twist                                    | Oliver                 |                                                      |
| 2003      | Sex and the Single Mom                   | Tyler                  |                                                      |
| 2003      | Tarzán                                   | Kurt                   | Episodio "Secrets and Lies"                          |
| 2003–2004 | Blue Murder                              | Various roles          | 2 episodios                                          |
| 2004      | A Home at the End of the World           | Reiner                 | Sin acreditar                                        |
| 2004      | Diario adolescente                       | Matt Gleason           | 3 episodios                                          |
| 2005      | El exorcismo de Emily Rose               | Jason                  |                                                      |
| 2005      | The Stranger I Married                   | Joe                    |                                                      |
| 2006      | The Plague                               | Kip                    |                                                      |
| 2007      | The Third Eye                            | Jacob Printz           |                                                      |
| 2007      | Full of It                               | Kyle Plunkett          |                                                      |
| 2007      | Diary of the Dead                        | Jason Creed            |                                                      |
| 2008      | The Day the Earth Stood Still            | Flash Chamber Engineer |                                                      |
| 2009      | The Unusuals                             | Detective Henry Cole   | 10 episodios                                         |
| 2009      | Short on Love                            |                        | Director y escritor                                  |
| 2010      | The Dead Sleep                           | Tim                    |                                                      |
| 2010      | The Pacific                              | Edward Sledge          | 2 episodios                                          |
| 2010      | The Glades                               | Terry Evans            | Episodio "Breaking 80"                               |
| 2010      | Throne: Sleepyhead                       | Josh Ramsey            | 6 episodios                                          |
| 2010      | Law & Order: LA                          | Kevin Miller           | Episodio "Sylmar"                                    |
| 2011      | The Craigslist Killer                    | Detective Frye         |                                                      |
| 2011      | Republic of Doyle                        | Tyler                  | Episodio "A Stand Up Guy"                            |
| 2011      | Isolation                                | Jake                   |                                                      |
| 2012      | In Their Skin                            | Mark Hughes            | También escritor                                     |
| 2012      | The Master                               | Wayne Gregory          |                                                      |
| 2013      | Justified                                | Joe Hoppus             | 2 episodios                                          |
| 2013      | The Privileged                           | Richard Hunter         |                                                      |
| 2013      | Waterloo                                 | Montgomery Kessler     | Cortometraje                                         |
| 2014      | Rake                                     | Jedidiah Miller        | Episodio "A Close Shave"                             |
| 2014      | Fargo                                    | Chazz Nygaard          | 6 episodios                                          |
| 2014      | Kill the Messenger                       | Rich Kline             |                                                      |
| 2014      | Legends                                  | Aaron Rawley           | 2 episodios                                          |
| 2015      | 12 Monos                                 | Ivan                   | Episodio "The Night Room"                            |
| 2015      | The Blacklist                            | Dr. Julian Powell      | Episodio "The Longevity Initiative"                  |
| 2015      | Solace                                   | Linus Harp             |                                                      |
| 2015      | Brooklyn Animal Control                  | William Salo           | 1 episodio                                           |
| 2016      | Person of Interest                       | Jeff Blackwell         | 5 episodios                                          |
| 2016      | We                                       | Reese                  | Cortometraje                                         |
| 2016      | Julianne                                 | Unknown role           | Cortometraje                                         |
| 2016      | 1,2,3... You Please.                     | Young Man              | Cortometraje; también director, escritor y productor |
| 2017      | Go North                                 | Martin                 |                                                      |
| 2017      | Sensum                                   | Matthew Mitchell       | Cortometraje                                         |
| 2017      | Animal Kingdom                           | Nate                   | Episodio "Custody"                                   |
| 2018      | Anthem of a Teenage Prophet              | Mr. Thorp              | También escritor                                     |
| 2018      | The Truth About the Harry Quebert Affair | Luther Caleb           | 10 episodios                                         |
| 2019      | Capsized: Blood in the Water             | Mark Adams             |                                                      |
| 2019      | III                                      | William Sparks         |                                                      |
| 2020      | Within These Walls                       | Ben Shields            |                                                      |
| 2022      | Monica                                   | Paul                   |                                                      |